# Tapura colombiana
Tapura colombiana är en tvåhjärtbladig växtart som beskrevs av José Cuatrecasas. Tapura colombiana ingår i släktet Tapura och familjen Dichapetalaceae. Inga underarter finns listade i Catalogue of Life.